# Juniperus sabina
Il Ginepro sabina (Juniperus sabina L., 1753) è una pianta arborea, appartenente alla famiglia Cupressacee.
Altri nomi d'uso comune sono Erba sabina, Cipresso dei maghi o semplicemente Sabina.
È una specie in genere dioica, con individui maschili e femminili distinti fra loro, anche se in alcune rare occasioni può essere monoica, con ambedue i sessi presenti nella stessa pianta. In questo caso gli organi riproduttivi maschili e femminili sono portati da rametti diversi.

## Distribuzione e habitat
Originario dell'Europa, dell'Asia e dell'America settentrionale, si trova in Italia sulle Alpi e negli Appennini dai 1000 m fino ai 3000 m. Il nome specifico sabina si riferisce alla sua presenza nella Sabina, territorio Laziale tra Roma e Rieti.
L'arbusto è a distribuzione circumboreale, presente maggiormente nelle zone freddo-temperate dell'Europa e dell'Asia occidentale, ma è rinvenibile anche in nord America, seppur con frequenza ridotta.
Ama rade boschive, pendii soleggiati ed è rinvenibile in quota in ambienti rocciosi.

## Morfologia

### Portamento
È un arbusto per lo più cespuglioso, dalla chioma sempreverde (scuro) di forma irregolare, fortemente ramificata, con rami giovani sottilissimi. Il fusto ramifica in stretta prossimità con il suolo, producendo rami contorti e striscianti, fittamente suddivisi.
In Italia in genere il ginepro sabino non supera i 1-1,5 m d’altezza con portamento molto ramoso e prostrato, più raramente eretto ed è caratterizzato da un forte odore di resina.
Le sue radici sono estremamente robuste, capaci di insinuarsi nelle fessure tra le rocce.

### Corteccia
La corteccia è bruno-rossastra, e mostra sfibrature o desquamamenti. I rametti giovani sono più sottili e flessibili, e di colore rossastro o verde.

### Foglie
Le foglie intensamente verdi, nella pianta giovane sono a verticilli di tre e glauche, aghiformi, di 4-6 mm, patenti. Le piante adulte hanno generalmente le foglie brevi, lunghe 1-3 mm, opposte, squamiformi, decussate, accostate a rivestire i rami, di colore verde all’esterno e glauche all’interno. Sparse, nei rami più vigorosi si trovano foglie più lunghe e scostate dal ramo. Occasionalmente rami adulti presentano foglie con caratteristiche giovanili.
Ogni foglia è munita alla base della faccia esterna di una grossa ghiandola, e tutte le sue parti verdi se stropicciate esalano un odore penetrante e caratteristico. Nella parte bassa dei rami le foglie sono strettamente embricate, mentre verso l’estremità tendono ad essere più distanziate tra loro.

### Fiori
I fiori che non sono tali in quanto gimnosperma ma semplicemente elementi riproduttivi sono sempre unisessuati, possono essere monoici o dioici (in questo caso le definizioni di sabina maschio o sabina femmina sono riferite alla forma delle foglie) tutti all'estremità di brevissimi rami. Le maschili sono piccole, ovali, le femminili ovali o globulose. Dopo la fecondazione i rami che portano i fiori femminili si ricurvano verso il basso, in modo che la bacca sia pendente. La fioritura avviene verso il mese di aprile.
Gli strobili maschili in primavera emettono all’urto o al vento impressionanti nuvole di polline, e gli organi femminili, piccolissimi e giallastri, attendono il polline con goccioline vischiose per catturarlo al passaggio.

### Frutti
Il frutto detto anche coccola (o galbulo) è una pseudo-bacca ovoidale dal diametro di 4-6 mm, nera o pruinoso-azzurrognola, dalla polpa tenera, contenente 1-2 semi di colore giallastro. Il frutto è dapprima verde, poi bruno e quindi azzurro e pruinoso.
Al contrario dei frutti del Juniperus comunis, i frutti del Ginepro Sabina sono tossici e non commestibili.

### Semi
Maturano in 18 mesi, sono piccoli 4-5 mm ed ovali, di colore giallastro.

## Specie simili
Può essere confusa con:
- Juniperus phoenicea detto anche Falsa sabina o Sabina marittima.

- Silybum phoenica detto Cedro ligio, si riconosce per il portamento sempre eretto, le bacche pure erette, più grandi quasi 1 cm, rossastre non pruinose, le foglie sono più brevi (ogni coppia lascia del tutto scoperta la successiva), più convesse e con la ghiandola dell'essenza molto più liscia.
- Juniperus virginiana detto Cedro americano, albero che si può trovare presso nei giardini, alto fino ad una 15 m, le foglie sono un po' lunghe e strette (le foglie lunghe sono aghiformi e del tutto patenti) e più appuntite. La bacca è portata da un rametto eretto lungo quanto quello della Sabina ma più sottile, il colore è uguale.

### Varietà
Sono riconosciute diverse varietà che alcuni autori considerano specie diverse:
- Juniperus sabina var. erectopatens': fusto piccolo; rametti dritti. I semi sono verde chiaro e brunastri a maturità.
- Juniperus sabina var. sabina': fino ad 1 m, raramente a fusto piccolo; rametti apicalmente ricurvi. Si trova su boschi o macchie sui versanti delle montagne rocciose o sulle dune di sabbia dai 1000-3300 m., la varietà più diffusa.
- Juniperus sabina var. davurica: differenziabile dalla var. sabina per la maggiore o minore permanenza delle foglie giovanili nell'esemplare adulto.[2]
- Juniperus sabina var. yulinensis': portamento arbustivo.

### Ibridi
L'ibrido tra Juniperus chinensis e Juniperus sabina, anche conosciuto come Juniperus × pfitzeriana (Pfitzer Juniper, sinonimo J. × media), è stato trovato nelle zone rupestri della Cina del nord dove coesistono le due specie; questo ibrido è comunemente utilizzato anche come specie ornamentale, con un fusto più largo, può arrivare a crescere dai 3 ai 6 m.

### Sinonimi
- Sabina officinalis  Garcke[2]
- Sabina vulgaris  Antoine[2]

## Avversità
Questa pianta può ospitare il fungo Gymnosporangium sabinae in uno dei suoi stadi di sviluppo. Questo microscopico parassita tende a colpire i peri, provocandone la cosiddetta "ruggine del pero". Per questo motivo la sua vicinanza alle colture è tendenzialmente sconsigliabile.

## Principi attivi
Contiene olio essenziale con sabinolo, sabinene, acetato di sabinile, cardinene, pinene, citronellolo, furfurolo, alcol metilico, un glucosile, la pinipricrina, una resina, un tannino, acido gallico, e podofillotossina.

### Tossicità
Tutta la pianta è velenosa anche con esito mortale. Le foglie schiacciate hanno effetti irritanti e vescicanti e, se ingerito, provoca lesioni irreversibili agli apparati digerente ed urinario, che giungono fino alla necrosi renale.
Persino il polline stesso della pianta è tossico, e per questo motivo si deve fare attenzione ad evitare il consumo di miele prodotto da api che lo bottinano. Durante il consumo, le api stesse possono venire intossicate dal polline.
Proprietà tossiche analoghe sono presenti in specie affini come Juniperus virginiana L. e Juniperus thurifera L.

#### Sintomi dell'intossicazione
I sintomi dell’intossicazione a basso dosaggio consistono in irritazione della bocca, diarrea, vomito, coliche. Dosi elevate provocano grave avvelenamento, con tachicardia, difficoltà respiratorie, crampi, paralisi, coma e morte nel 50% dei casi.

## Usi
In passato veniva utilizzato in fitoterapia, ha proprietà emmenagoghe, abortive e irritanti queste ultime sfruttate per patologie cutanee. Il facile sovradossaggio porta a metroragie, nefrittiemorragiche, violenta irritazione del tubo digerente, con bruciore della bocca e della gola, vomito, diarrea, dolori addominali, che possono aggravarsi in con la perforazione intestina, inoltre congestione degli organi encefalici, emorragie retiniche, stasi, crampi, e poi paralisi. Oggi viene utilizzata come pianta ornamentale nei parchi e nei giardini.

### Usi storici
Storicamente, l'erba sabina è ricordata come una delle piante più importanti negli antichi riti romani. Nei riti funebri la sabina veniva adoperata in sostituzione dell'incenso a simboleggiare l'immortalità.
“Ara dabat fumos herbis contenta sabinis.” (Ovidio, Fasti. I,337)
Nel I secolo d.C. Dioscoride (medico, botanico e farmacista vissuto nella Roma imperiale sotto Nerone) la chiama brathu (in greco antico: βραθυ), e ne riporta un uso esterno come trattamento per le affezioni cutanee. Nel suo trattato Sulle erbe mediche (in latino: De materia medica) ne descrive l'azione abortiva e gli effetti dannosi sui reni quando bevuto insieme al vino, facendo urinare sangue.
Il ginepro sabina veniva spesso utilizzato nelle campagne per favorire nelle pecore l’espulsione della placenta dopo il parto.
Il nome volgare “cipresso dei maghi” è dovuto all’antico uso come amuleto contro i sortilegi.

#### Olio di sabina
Nella cultura popolare, uno dei prodotti più usati era l'olio di sabina, una tintura ottenuta tramite la distillazione delle foglie e dei rami giovani della pianta, caratterizzata da un odore pungente e sgradevole.
Nell'uso esterno l'olio veniva ampiamente utilizzato per trattare diverse affezioni cutanee tra cui verruche e ulcere sifilitiche, ma anche considerato valido trattamento contro disturbi come gotta e reumatismi.
Per l'uso interno l'olio veniva usato come emmenagogo, per indurre il flusso mestruale, e come terapia abortiva popolare, seppur con esiti talvolta anche mortali per la donna, a causa della sua elevata tossicità. Era considerato come un valente emostatico e vermifugo.

Nonostante la sua indubbia ed elevata tossicità, la validità del suo uso si è largamente sostenuta fino alla fine del XIX secolo:
L’olio di Sabina è un potente veleno [...] produce infiammazione gastroenterica [...] la sua azione irritante sui reni provoca ematuria [...] Si sono verificati numerosi casi di avvelenamento mortale in seguito alla somministrazione dell’olio allo scopo di provocare aborti [...] le morti provocate da questa sostanza sono molto più frequenti di quanto in genere si crede [...] Gli effetti abortivi sono il risultato di una grave intossicazione che mette a rischio la vita [...] 
Io considero che la savina sia uno dei farmaci più sicuri ed efficaci, con il vantaggio di potere essere somministrato senza alcun rischio.

(Charles D. F. Phillips, Materia medica and Therapeutics, 1879)

#### Liquori a base di ginepro
Nella produzione artigianale di liquori a base di ginepro, che prevede la macerazione delle bacche di ginepro (del genere Juniperus communis) in alcool, si verificano occasionalmente casi in cui i raccoglitori confondano le bacche del ginepro comune con quelle del ginepro sabina, risultando in intossicazioni anche gravi.

### Erboristeria
In erboristeria la droga (Sabinae ramuli) è costituita dai ramoscelli terminali, di colore verde pallido ingiallito, raccolti in aprile e maggio e seccati. Caratteristico è l'odore di trementina e un sapore amaro bruciante.
La droga contiene tutti i principi tossici, anche se in concentrazione minore, ed è iscritta in parecchie farmacopee, seppur sconsigliata e di uso pericoloso per la sua azione emmenagoga e, a dose più alta, abortiva. La polvere viene ancora utilizzata, in uso esterno, per il trattamento di ulcere atoniche, della alopecia seborroica ed anche per la distruzione dei conditomi.

## Riproduzione
Questa pianta può essere riprodotta per talea o per seme.